# فرد هاتفيلد
فرد هاتفيلد (بالإنجليزية: Fred Hatfield) هو لاعب كرة قاعدة أمريكي، ولد في 18 مارس 1925 في لانيت في الولايات المتحدة، وتوفي في 22 مايو 1998 في تالاهاسي في الولايات المتحدة.

## وصلات خارجية
- فرد هاتفيلد على موقعبيزبول رفرنس.كوم (الدوري الرئيسي) (الإنجليزية)
- فرد هاتفيلد على موقعبيزبول رفرنس.كوم (الدوري الثانوي) (الإنجليزية)
- فرد هاتفيلد على موقع جمعية أبحاث البيسبول الأمريكية (الإنجليزية)